# Västra härad
Västra härad var ett härad i Småland och Jönköpings län och var en del av smålandet Njudung. Häradet motsvarar idag hela Sävsjö kommun samt del av Värnamo kommun, Vaggeryds kommun, Jönköpings kommun, Nässjö kommun och Vetlanda kommun. Häradets areal uppgick till 1 956 km², varav land 1 815. 1930 fanns här 26 759 invånare.  Tingsställe var på 1600-talet Sävsjö by för att mellan 1694 och 1734 vara gästgiveriet i Vrigstad. Från 1734 till 1825 var den belägen i Komstad för att 1825 flytta åter till Vrigstad. Under senare delen av 1800-talet återgick tingsplatsen till Komstad och 1908 flyttade den slutligen till Sävsjö som fungerade som tingsställe fram till 1971.

## Namnet
Häradsnamnet skrevs mellan 1216 och 1220 Westrahered. Det står för den geografiska belägenheten i smålandet Njudung.

## Socknar
Häradet omfattade socknarna:
| I Värnamo kommun - Nydala I Vaggeryds kommun - Svenarum I Sävsjö kommun - Hjälmseryd - Hjärtlanda - Hultsjö - Hylletofta - Norra Ljunga uppgick 1947 i Sävsjö stad - Skepperstad - Stockaryd - Vallsjö uppgick 1947 i Sävsjö stad - Vrigstad | I Nässjö kommun - Almesåkra (före 1886 även delar i Tveta härad) - Bringetofta - Malmbäck (före 1886 även delar i Tveta härad) - Norra Sandsjö I Vetlanda kommun - Bäckaby - Fröderyd - Ramkvilla - Södra Solberga I Jönköpings kommun - Ödestugu (före 1888 även delar i Tveta härad) |

Skärbäck var en tidigare socken som inkorporerades i Ramkvilla socken under reformationstiden, Bodafors köping utbröts år 1930 ur Norra Sandsjö socken och kommun.
Sävsjö stad bildades 1947 utan egen jurisdiktion.

## Geografi
Häradet var beläget i mellersta Småland på Småländska höglandet. Trakten är kuperad, mycket bergig och oftast skogbeklädd. Här finns gott om småsjöar och våtmarker.
I häradet låg under medeltiden Nydala kloster.
Sätesgårdar var säteriet Eksjö hovgård med en äldre slottsruin (Vallsjö socken), Stensjö säteri (Svenarum),[källa behövs] Hooks säteri (Svenarum), Hubbestads säteri (Svenarum), Svenarums säteri (Svenarum), Lundholmens säteri (Vrigstad), Nydala säteri (Nydala) och Hallsnäs herrgård (Ramkvilla).

## Län, fögderier, tingslag, domsagor och tingsrätter
Socknarna ingick i Jönköpings län. Församlingarna tillhör(de) från 1569 Växjö stift.
Häradets socknar hörde till följande fögderier:
- 1720-1917 Västra härad fögderi
- 1918-1945 Östbo fögderi (socknarna Ödestugu, Malmbäck, Almesåkra, Bringetofta, Valla, Hultsjö, Stockaryd, Hjälmseryd, Vrigstad, Hylletofta, Svenarum och Nydala)
- 1918-1945 Njudungs fögderi (socknarna Norra sandsjö, Norra ljunga, Skepperstad, Hjärtlanda, Fröderyd, Bäckaby, Ramkvilla, Södra Solberga, Vallsjö)
- 1946-1966 Sävsjö fögderi (dock ej Ödestugu)
- 1967-1990 Vetlanda fögderi (undantag se nedan)

Ödestugu socken tillhörde från 1946 Jönköpings fögderi, Nydala och Svenarums socken från 1967 Värnamo fögderi där Nydala även ingick ifrån 1946 till 1952, och de fyra socknarna som kom att ingå i Nässjö kommun tillhörde från 1967 Eksjö fögderi)
Häradets socknar tillhörde följande tingslag, domsagor och tingsrätter:
- 1680-1780 Tveta, Mo och Västra häraders domsaga (dock utan Mo mellan 1763 och 1768) med
  - Västra härads tingslag
- 1780-1933 Västra härads domsaga med
  - Västra härads tingslag
- 1934-1970 Njudungs domsaga med
  - 1934-1947 Västra Njudungs tingslag
  - 1948-1970 Njudungs domsagas tingslag

- 1971- Eksjö tingsrätt och domsaga för delarna i Nässjö, Sävsjö och Vetlanda kommuner
- 1971-2005 Värnamo tingsrätt och domsaga för områden i Värnamo och Vaggeryds kommun
- 1971- Jönköpings tingsrätt och domsaga för områdena i Jönköpings kommun och från 2005 för områdena i Värnamo och Vaggeryds kommuner

## Häradshövdingar
| Ämbetstid | Namn                                       | Levnadstid |
| --------- | ------------------------------------------ | ---------- |
| 1353–1366 | Karl Magnusson (halv lilja)                |            |
| 1368–1380 | Peder Virske                               |            |
| 1386      | Magnus Pedersson                           |            |
| 1393–1408 | Sigismund Sigvidsson (lilja)               |            |
| 1416–1417 | Johan Helgesson (behornat djur)            |            |
| 1419–1420 | Broder Svensson (halv måne och halv lilja) |            |
| 1429–1431 | Nils Gregersson (Stierna)                  |            |
| 1437–1438 | Magnus Vilkinsson                          |            |
| 1451–1482 | Måns Nilsson (Stierna)                     |            |
| 1492–1518 | Peder Månsson (Stierna)                    |            |
| 1530–1537 | Jöns Olofsson (Lilliesparre)               |            |
| 1545–1556 | Nils Persson (Silfversparre)               |            |
| 1560      | Svante Sture                               |            |
| 1564–1568 | Christer Persson (Halvhjort av >Flishult)  |            |
| 1573–1577 | Sven Ribbing                               |            |
| 1582–1613 | Seved Ribbing                              |            |
| 1614–1644 | Lars Sparre                                |            |
| 1644–1652 | Israel Lagerfelt                           |            |
| 1653–1656 | Arvid Lilliesparre                         |            |
| 1657–1672 | Hans Kyle                                  |            |
| 1673–1680 | Daniel Jöransson Wessman                   |            |

För häradshövdingar efter 1680 se respektive domsaga.